# ČSD-Baureihe 476.0
Die Lokomotiven der ČSD-Baureihe 476.0 waren für den Universaldienst konzipierte Schlepptenderlokomotiven der einstigen Tschechoslowakischen Staatsbahnen (ČSD), die in Plzeň von Škoda hergestellt wurden und deren Triebwerk als Besonderheit als Dreizylinder-Heißdampfverbundmaschine ausgeführt war.

## Geschichte
Die ČSD-Baureihe 476.0 entstand in den Jahren 1949 bis 1950 in etwa mit denselben Parametern wie die zwei Jahre früher erschienene ČSD-Baureihe 475.1. Offensichtlich waren die Lokomotiven mit Dreizylinderverbundtriebwerk als Vergleichsbauart zu den Zweizylindermaschinen vorgesehen.
Der Hersteller verwendete bei ihnen Teile von der Reihe 475.1, so beispielsweise die Kessel mit Feuerbüchse und Verbrennungskammer. Sie wurden ebenso mit einer mechanischen Rostbeschickung und fortschrittlichen Elementen wie Achsrollenlager, Zentralschmierung und einem Doppelblasrohr der Bauart Kylchap versehen. Die Lokomotiven waren vollständig geschweißt.

## Technische Beschreibung
Die Dampfmaschine bestand aus dem mittleren Hochdruck- und den äußeren Niederdruckzylindern. Sie hatten Druckausgleichskolbenschieber mit zweistufigem Dampfeintritt. Alle drei Zylinder wirkten auf die zweite Kuppelachse, die dafür als Kropfachse ausgebildet war. Eine äußere Klinke der Heusinger-Steuerung übertrug die Bewegungen der Schwinge nach innen auf die Schieber des Hochdruckzylinders. Die Steuerung wurde durch Druckluftzylinder auf dem Umlauf betätigt. Der Zylinder für das Hochdrucktriebwerk lag auf der rechten, der für das Niederdrucktriebwerk auf der linken Seite. Beide wurden vom Lokführer durch ein Steuerventil betätigt.
Eine Anfahrvorrichtung ermöglichte, das Triebwerk als Drillingstriebwerk zu betreiben und damit alle drei Zylinder mit Frischdampf zu füllen.
Der Kesseldruck betrug 20 bar. Die Maschinen waren mit einem Heißdampfregler ausgerüstet, damit stand auch der Überhitzer im Regelfall ständig unter Kesseldruck. Für die Kesselspeisung waren zwei Dampfstrahlpumpen vorhanden.
Die Lokomotiven verfügten wie die der Reihe 498.0 über die Möglichkeit, den Achsdruck der Kuppelradsätze umzustellen. Bis zum Umbau liefen die Lokomotiven 476.001 und 002 mit einer Kuppelachsfahrmasse von 16,5 und die 476.003 mit einer von 18 Tonnen.
Zusammen mit den Tendern der Reihe 932.3 waren die Maschinen rotbraun lackiert.

## Einsatz
Anfangs waren die drei Lokomotiven im Schnellzugsdienst auf der Relation Přerov – Praha – Košice – Přerov eingesetzt. Die Lokomotiven zeigten übereinstimmende Leistungen mit der Reihe 498.0.
Nach einiger Zeit zeigten sich Schwierigkeiten, insbesondere durch Schäden an Treib- und Kuppelstangen sowie Treibzapfen. Die Ursache war in einem Überschuss an Leistung im Niederdrucktriebwerk zu suchen, bekannt bei ähnlichen Problemen bei den Reihen 334.4 und 344.2. Die Lokomotiven neigten zum Schleudern, beim Überschreiten einer bestimmten Triebwerksdrehzahl sperrte der Regler. Die Schwierigkeiten konnten nicht beseitigt werden, deshalb wurden die Lokomotiven abgestellt.

## Rekonstruktion
Ursprünglich war vorgesehen, 15 weitere Maschinen dieser Reihe zu beschaffen. Nach Bekanntwerden der betrieblichen Schwierigkeiten wurde diese Bestellung gestrichen und dafür 12 Lokomotiven der Reihe 475.1 zusätzlich bestellt.
Beim Stand nach der Erprobung konnten die Lokomotiven nicht weiter eingesetzt werden. Allerdings waren es leistungsfähige Lokomotiven, die im Betriebsdienst dringend gebraucht wurden. Daher entschloss man sich, die vorhandenen drei Lokomotiven umzubauen. Der Umbau geschah bis 1964 im Lokomotivdepot Přerov. Danach wurden die Maschinen dem Betriebsdienst zurückgegeben.
Sie wurden in Zweizylindermaschinen mit einstufiger Dampfdehnung umgebaut; der Kesseldruck wurde auf 17 Bar gesenkt. Der Regulator wurde verblendet, ebenso der Innenzylinder. Das Innentriebwerk wurde ausgebaut.
Der Achsdruck wurde bei allen Lokomotiven einheitlich auf 18 t eingestellt. Es ist interessant, dass diese anspruchsvollen Umbauten von Ingenieuren des Lokomotivdepots Přerov, geleitet von Ingenieur Falc, allein durchgeführt wurde.
Nach diesem Umbau bewährten sich die Lokomotiven gut. Gegenüber der Reihe 475.1 hatten sie einen geringfügig höheren Dampfverbrauch, jedoch war die Anfahrzugkraft höher. Bei den Lokpersonalen waren sie beliebt.
Die Lokomotive 476.001 wurde 1971 ausgemustert und als Heizlokomotive K 491 weiterverwendet
Die Lokomotive 476.002 entgleiste am 27. Februar 1968 in Nedakonice bei einer Geschwindigkeit von 88 km/h und wurde daraufhin ausgemustert
Die 476.003 war 1971 ausgemustert.